# صناعة السيارات في الوطن العربي
بدأت منذ سنوات بعض الدول العربية بتركيب السيارات من العلامات الاجنبية، من بينهم سورية ومصر والجزائر والمغرب فنجد مثلا مصانع في مصر مثل علامة تويوتا اليابانية بـمحافظة الجيزة، ومصنع مرسيدس بنز بـمدينة 6 أكتوبر. في سورية عدة مصانع للسيارات مثل كيا في حمص تجميع السيارات وكذلك عدد من مصنع تجميع السيارات الصينيه ،  ومصنع سيارات شام في دمشق ووفي الجزائر مصانع مثل مصنع مجموعة فولكسفاغن الألمانية بـولاية غليزان والذي ينتج 3 علامات، علامة فولكس فاجن، وعلامة سيات، وعلامة سكودا ومصنع هيونداي موتور بولاية تيارات، ومصنع مجموعة رينو بوهران، ومصنع كيا بـولاية باتنة شرق الجزائر، أما المغرب يوجد به مركبين من علامة داسيا بمدينة طنجة والدار البيضاء والذي تملكهم مجموعة رينو الفرنسية، ومصنع بيجو الفرنسي الذي سيبدأ الإنتاج ما بين عام 2019-2020 بضواحي مدينة القنيطرة

## شروط الاستثمار بخصوص تصنيع السيارات
تختلف شروط الاستثمار في البلدان العربية بما فيها الاستثمار في تركيب السيارات. بشكل عام، تختلف التسهيلات للمستثمر الأجنبي. التسهيلات الأفضل قد تصل إلى 100 في المئة من حق ملكية المصنع، وتقدم أحيانا مزايا مثل الإعفاء من دفع الحقوق الجمركية على القطع المستوردة لتركيب السيارات (المحركات وأجهزتها والهياكل وأجهزتها الداخلية والخارجية) والإعفاء من دفع الضرائب وتقديم أراضٍ مجانا لإقامة المصنع والسماح للمستثمر الأجنبي بإخراج الأرباح المالية إلى بلده الأصلي بكل حرية بما فيها رأس المال كما له الحق بإغلاق المصنع نهائيا إذا أصبح غير مربح أو نقله إلى بلد آخر من أجل أرباح وتساهيل أفضل.

### في مصر
أعلنت الحكومة المصرية، أول مرة عن إعداد إستراتيجية لتنمية صناعة السيارات عام 2016، وخلال هذه الفترة لم تعلن مسودات عن الاستراتيجية، وعقدت جلسات حوار عديدة مع مجتمع الأعمال لمناقشة أبرز الحوافز المقررة لتشجيع الاستثمار. تنتهج مصر نهج الاستثمار حسب نوعية مشروع المستثمر الأجنبي. في بعض المشاريع تسمح للمستثمر الأجنبي امتلاك أغلبية ما فوق 51 في المئة. وفي بعض المشاريع لا تسمح له بامتلاك ما فوق 49 في المئة.
تستهدف إستراتيجية تنمية صناعة السيارات في مصر توطين صناعة السيارات محليًا من خلال أربع محاور لحوافز رئيسية هي عدد السيارات المنتجة ونسبة المكون المحلي في السيارة المنتجة وحجم الاستثمارات (حوافز خاصة للاستثمارات الضخمة) وحوافز للسيارات الكهربائية والصديقة للبيئة. كلما زاد عدد السيارات المنتجة ونسبة المكون المحلي زادت الحوافز المقدمة من الدولة. كما تعتمد مصر في الاستراتيجية على اتفاقيات التجارة الحرة التي وقعتها مصر لفتح أسواق أخرى بجانب السوق المحلية.
تتضمن إستراتيجية صناعة السيارات تيسير الإفراج الجمركي بتعديل قانون التعرفة الجمركية، وإنشاء مجلس أعلى لصناعة السيارات، ومنح حوافز أكثر للسيارات النظيفة التي تعمل بالكهرباء. تشمل حوافز السيارات النظيفة منح 50 ألف جنيه للمستهلك الذي يشتري سيارة تعمل بالكهرباء وإنشاء ثلاثة آلاف نقطة شحن بصورة مبدئية لشحن السيارات التي تعمل بالكهرباء.

### في المغرب
في المغرب يسمح للمستثمر الأجنبي بامتلاك نسبة 51 في المئة من المصنع مثلما هو الحال مع مركب سيارات علامة داسيا في ضواحي مدينة طنجة شمال المغرب ومركب صوماكا في الدار البيضاء المملوكين بنسبة 51 في المئة للشركة الفرنسية رينو. ينطبق الشيء نفسه على مناولين أجانب في إنتاج بعض قطع السيارات حيث وطنت بعض تلك الصناعات في المناطق الحرة.

### في الجزائر
تنتهج الجزائر سياسة مختلفة تعتمد على الشراكة في ملكية المصانع، تفرض على المستثمر الأجنبي أن لا يملك أكثر من 49 في المئة، وما فوق 51 في المئة للجانب الجزائري. كذالك تفرض على المستثمر الأجنبي أن يشترك مع شريك جزائري سوى مع القطاع الخاص الجزائري أو مع القطاع العام التابع للدولة. ونفس الشيء تفرضه على المناولين الأجانب في إنتاح أجهزة السيارات. هذه السياسة بحكم امتلاكها الأغلبية تسمح للجزائر بالتحكّم في المصانع وفرض على الأجنبي بجلب التكنولوجيا... وتأهيل الكوادر الجزائرية كما تمكّنها من الحصول على الأغلبية في الأرباح...
إن سياسة الشركات الغربية والآسيوية المصنعة للسيارات تبحث دائما عن توطين مصانع لها في العالم العربي لأهداف ربحية خاصة إذا كان يسمح للمستثمر بامتلاك المصنع 100 في المئة وعدم تقسيم الأرباح مع البلد المضيف من الإنتاج موجه للسوق المحلي وللتصدير، وأسباب أخرى مثل كلفة الإنتاج عبر الأجور المنخفضة وعدم دفع الضرائب مقارنة بـبلدانهم الأصلية التي تكون دائما فيها الكلفة مرتفعة.

## مصانع السيارات في مصر

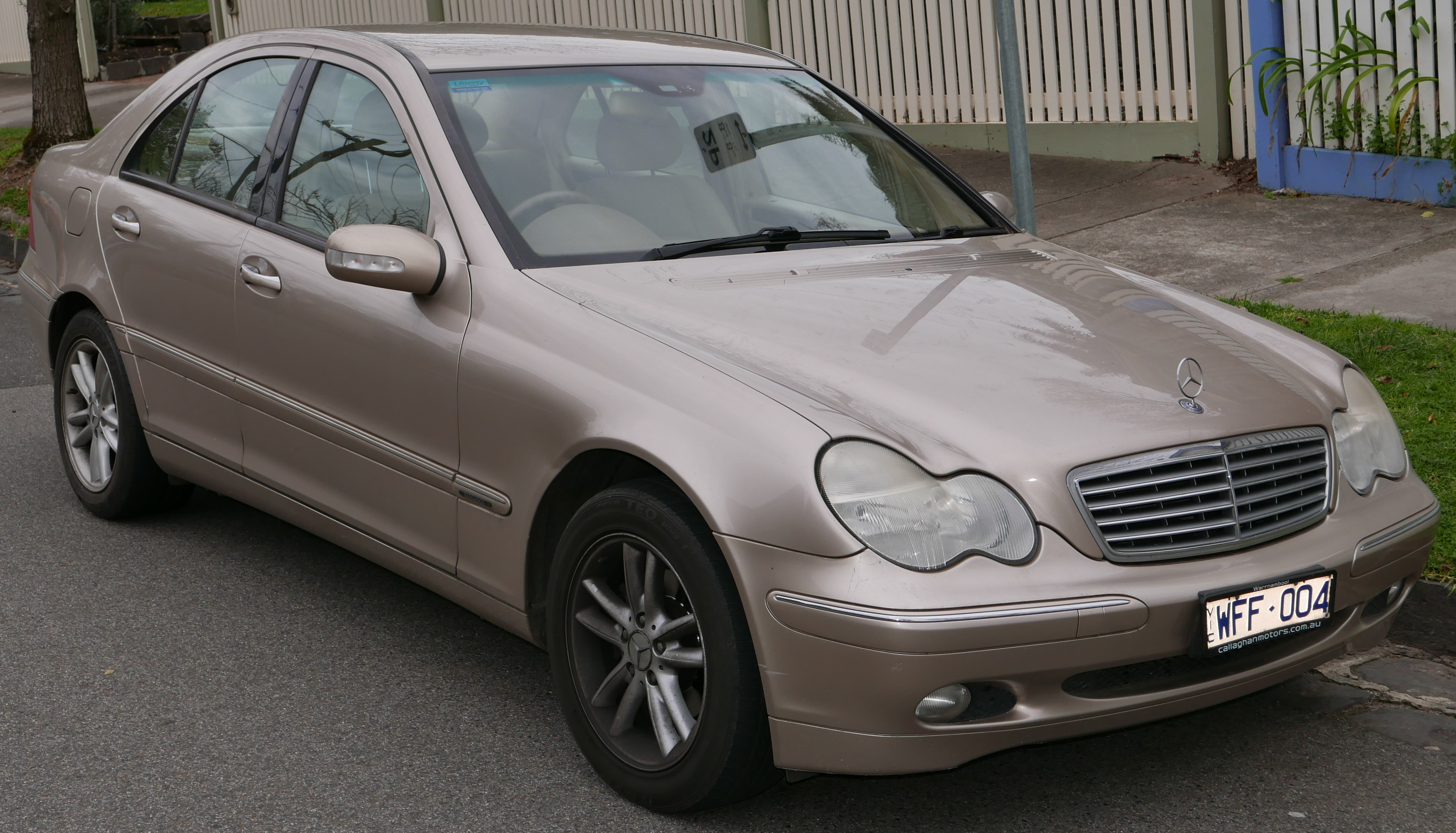

| علامات     | موقع المصنع    |
| ---------- | -------------- |
| تويوتا     | محافظة الجيزة  |
| مرسيدس-بنز | مدينة 6 أكتوبر |
| سوزوكي     | محافظة الجيزة  |

### النماذج المصنعة في مصر
| علامات     | النماذج             |
| ---------- | ------------------- |
| تويوتا     | Toyota Fortuner     |
| مرسيدس-بنز | مرسيدس-بنز الفئة سي |

## مصانع السيارات في الجزائر

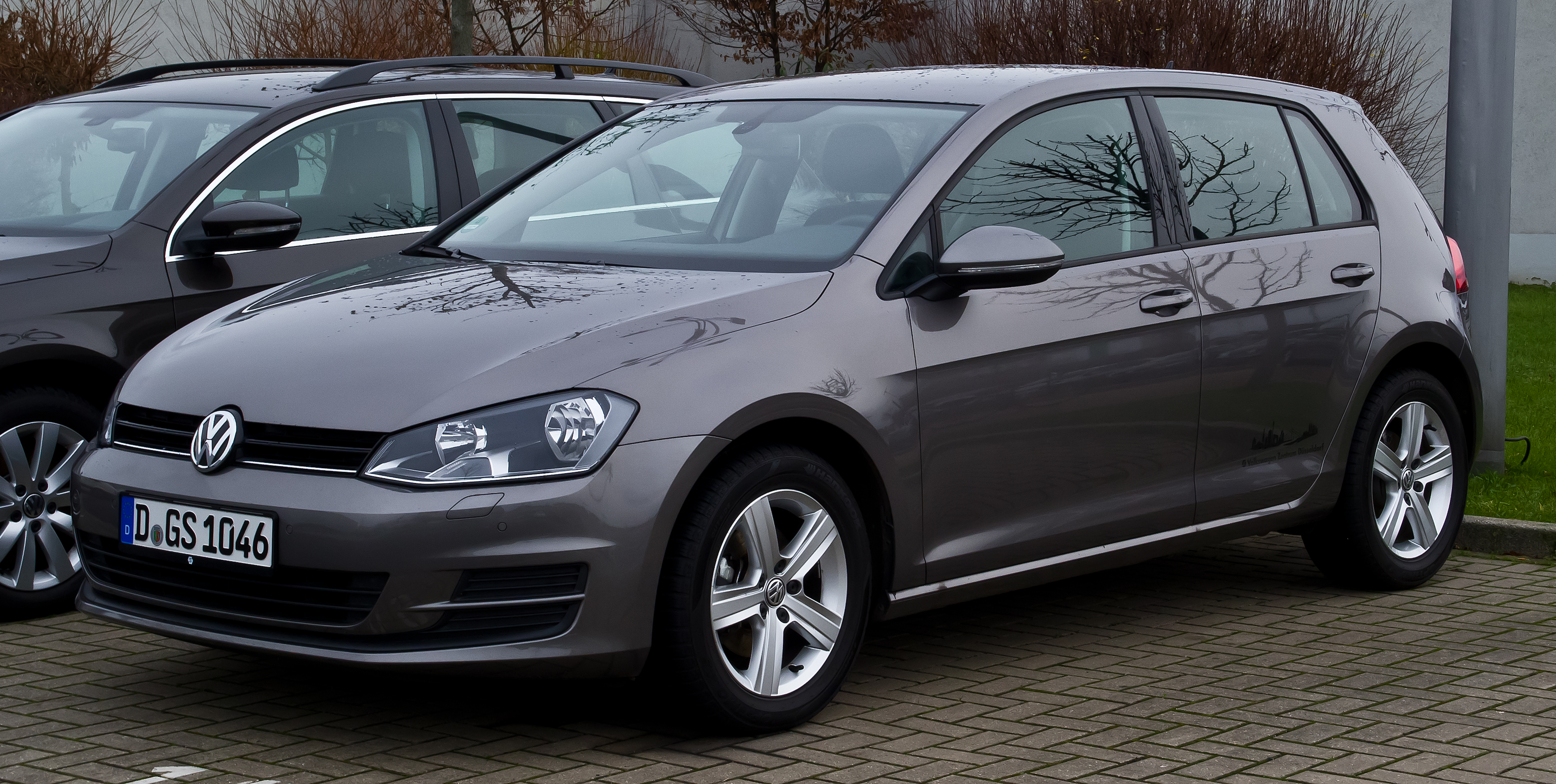
VW Polo Mark V
200px|VW Polo Mark VF

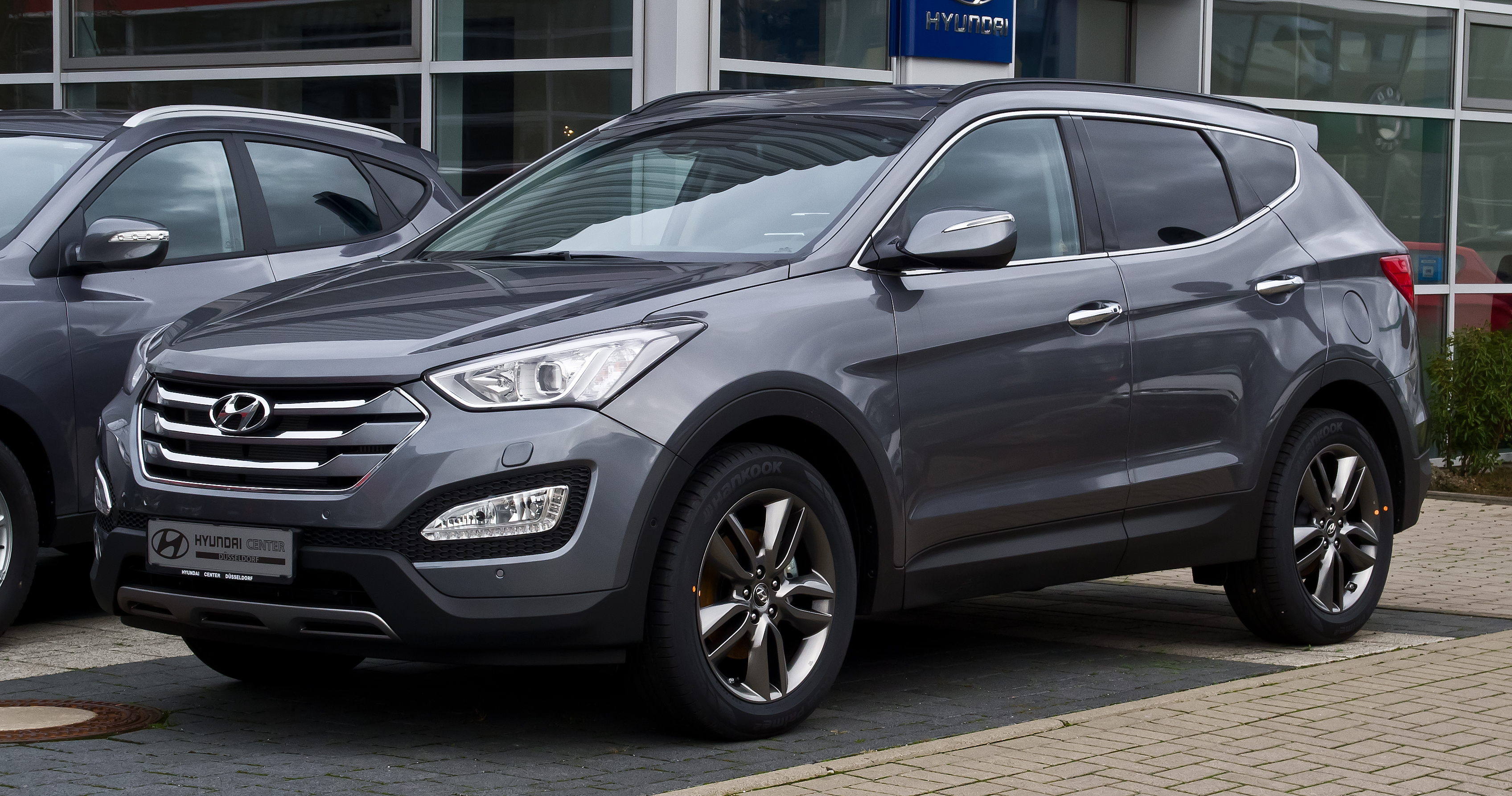
يتم تصنيعها في الجزائر Hyundai Santa Fe

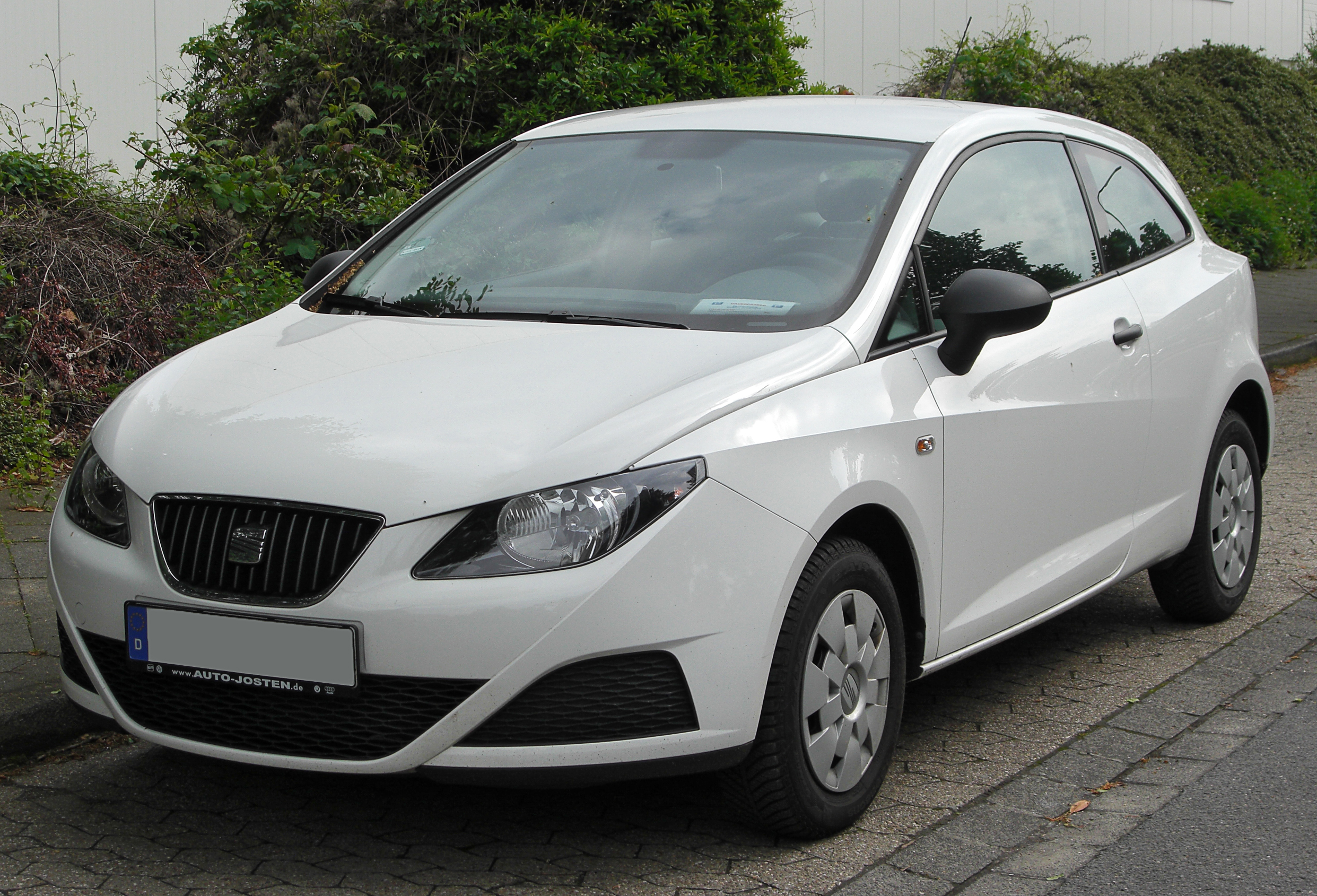
يتم تصنيعها في الجزائر Seat Ibiza IV

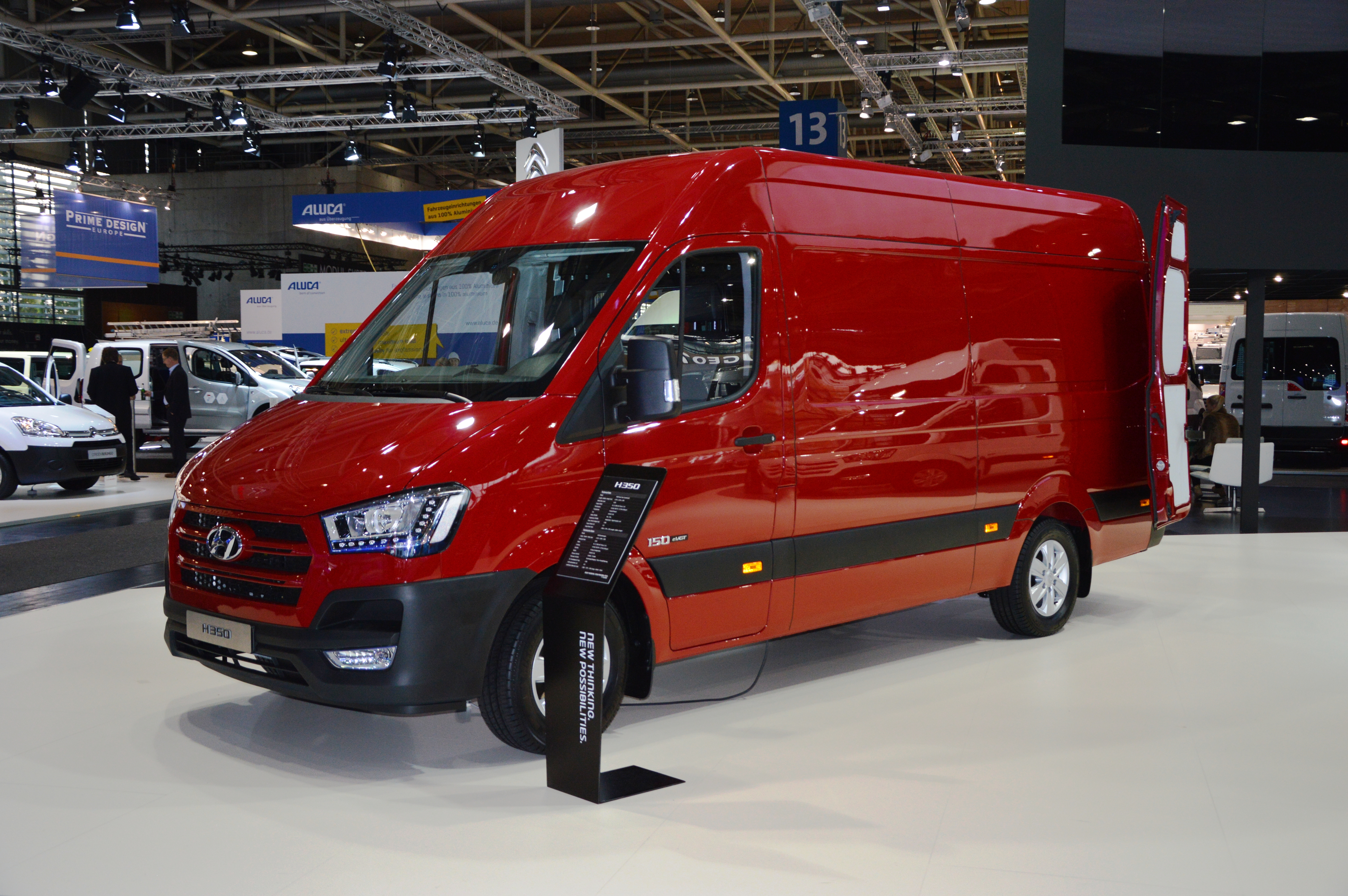
يتم تصنيعها في الجزائر Hyundai H 350

```

```

| علامات       | موقع المصنع      |
| ------------ | ---------------- |
| فولكس فاجن   | ولاية غليزان     |
| أودي         | ولاية غليزان     |
| سيات         | ولاية غليزان     |
| سكودا        | ولاية غليزان     |
| هيونداي      | ولاية تيارت      |
| مرسيدس-بنز   | ولاية تيارت      |
| مجموعة رينو  | ولاية وهران      |
| بيجو         | ولاية وهران      |
| كيا          | ولاية باتنة      |
| سوزوكي       | ولاية سعيدة      |
| شيري         | ولاية سطيف       |
| جاك للسيارات | ولاية عين تموشنت |

### النماذج المصنعة في الجزائر
| علامات       | النماذج                 |
| ------------ | ----------------------- |
| فولكس فاجن   | Volkswagen Golf Série 7 |
| فولكس فاجن   | Volkswagen Polo VI      |
| فولكس فاجن   | Volkswagen Tiguan       |
| فولكس فاجن   | Volkswagen Passat       |
| فولكس فاجن   | Volkswagen Caddy IV     |
| أودي         | Audi Crossover Q2       |
| أودي         | Audi A3 Sportback       |
| أودي         | Audi A3 Sedan           |
| سيات         | Seat Leon               |
| سيات         | Seat Arona              |
| سيات         | Seat Ibiza              |
| سكودا        | Skoda Octavia           |
| سكودا        | Skoda Fabia             |
| سكودا        | Škoda Rapid             |
| هيونداي      | Hyundai Santa Fe        |
| هيونداي      | Hyundai Tucson          |
| هيونداي      | Hyundai Accent RB       |
| هيونداي      | Hyundai Sonata          |
| هيونداي      | Hyundai i10             |
| هيونداي      | Hyundai i20             |
| هيونداي      | Hyundai i30             |
| هيونداي      | Hyundai i40 Sedan       |
| هيونداي      | Hyundai H-1             |
| رينو         | Renault Clio IV         |
| رينو         | Renault Symbol III      |
| رينو         | Renault Sandero Stepway |
| كيا          | Kia Rio                 |
| كيا          | Kia Cerato              |
| كيا          | Kia Picanto             |
| كيا          | Kia K2700               |
| مرسيدس-بنز   | Mercedes Sprinter       |
| مرسيدس-بنز   | Mercedes 4x4 Classe G   |
| جاك للسيارات | JAC S-5                 |
| جاك للسيارات | JAC Pickup T-6          |

## مصانع السيارات في المغرب

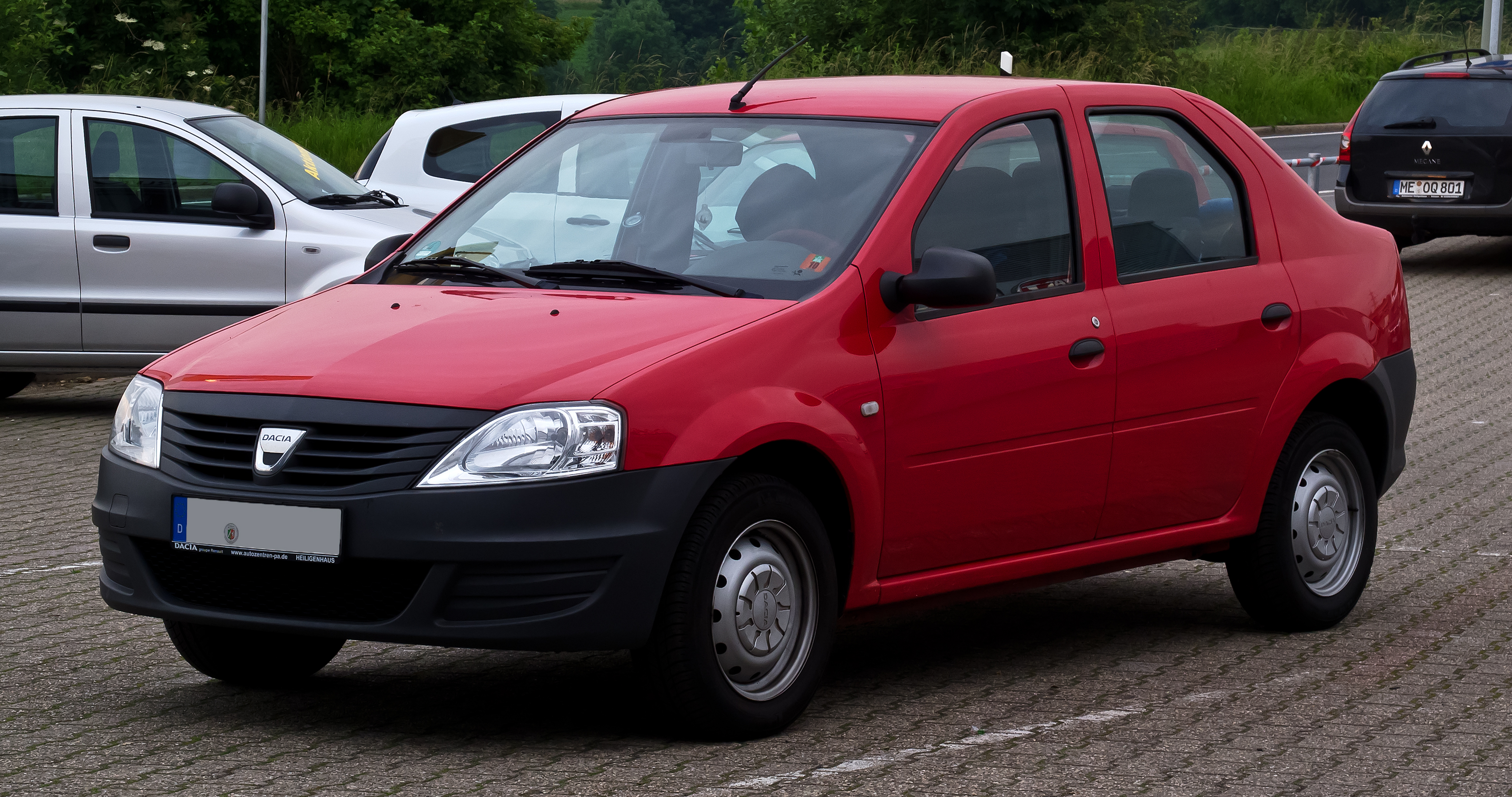
DACIA Logan

| علامات       | موقع المصنع   |
| ------------ | ------------- |
| داسيا        | طنجة          |
| داسيا صوماكا | الدار البيضاء |

### النماذج المصنعة في المغرب
| علامات | النماذج       |
| ------ | ------------- |
| داسيا  | داسيا لوغان   |
| داسيا  | داسيا سانديرو |
| داسيا  | داسيا دوكر    |
| داسيا  | داسيا لودجي   |